# Тавельский, Александр Владимирович
Александр Владимирович Тавельский — арбитр всесоюзной категории (11.07.1947) по футболу.

## Биография
В 1925 году Тавельский становится студентом Московского института физкультуры, тогда же увлекся судейством футбольных соревнований, стал членом московской коллегии судей.
В 1929 году переехал в Самару. Работал на кафедрах физвоспитания индустриального и педагогического институтов.
В 1930 годах возглавлял городскую коллегию судей. С 1936 года судил матчи всесоюзного значения, с 1938 года проводил игры высшей лиги.
26 мая 1938 года самарский арбитр впервые работал на матче команд высшего дивизиона. В этот день 31-летний судья республиканской категории Александр Тавельский из Куйбышева реферировал матч в Москве на стадионе «Сталинец» между столичными ЦДКА и «Спартаком». Армейцы победили со счетом 1:0 благодаря голу Григория Федотова на 32 минуте.
Судил Финал Кубка СССР по футболу 1939 года и был удостоен звания судьи всесоюзной категории. Звание снижено до республиканской категории в июне 1941 года за "слабое качество судейства". Восстановлен в звании в июле 1947 года.
В 1948 году судил матчи куйбышевской команды «Динамо», которая проводила матчи первенства страны по хоккею с шайбой сезона 1947/48.
Судил матчи сильнейших команд страны до 1954 года.
В 1955 г. Тавельский был награжден почетным судейским нагрудным знаком, которым награждались судьи всесоюзной категории за активную и безупречную общественную деятельность в качестве арбитров.
Скончался 28 октября 1972 года.
С 1973 года проводился футбольный турнир-мемориал А. В. Тавельского с участием команд разных городов.

## Достижения
- два раза (1950, 1951) входил в десятку лучших судей СССР

## Судейская статистика
главный судья
| Год   | Высшая лига СССР | Кубок СССР | Первая лига СССР | Кубок РСФСР | Товарищеский |
| ----- | ---------------- | ---------- | ---------------- | ----------- | ------------ |
| 1935  | —                | —          | —                | —           | 2            |
| 1936  | —                | 2          | —                | —           | —            |
| 1937  | —                | 1          | —                | —           | 2            |
| 1938  | 6                | —          | —                | —           | —            |
| 1939  | 3                | 1          | —                | 1           | —            |
| 1940  | 3                | —          | 1                | —           | —            |
| 1946  | 2                | —          | 1                | —           | —            |
| 1947  | 2                | —          | —                | —           | —            |
| 1948  | 2                | —          | 1                | —           | —            |
| 1949  | 9                | —          | —                | —           | —            |
| 1950  | 12               | 3          | —                | —           | —            |
| 1951  | 9                | —          | —                | —           | —            |
| 1952  | 3                | —          | —                | —           | —            |
| 1953  | 5                | —          | 1                | —           | —            |
| 1954  | 3                | —          | 2                | —           | —            |
| 1955  | —                | —          | 1                | —           | —            |
| Итого | 59               | 7          | 7                | 1           | 4            |